# تشن يو
تشن يو (بالصينية المبسطة: 陈郁)‏ هو لاعب كرة الريشة صيني، ولد في 8 مايو 1980 في نانينغ في الصين.

## وصلات خارجية
- تشن يو على موقع BWF.tournamentsoftware.com (الإنجليزية)
- تشن يو على موقع BWFbadminton.com (الإنجليزية)
- تشن يو على موقع اللجنة الأولمبية الصينية (الإنجليزية)